# كلية موراي إدواردز
كلية موراي إدواردز (بالإنجليزية: Murray Edwards College)‏ هي كلية للتكوين النساء فقط تابعة لجامعة كامبريدج. تأسست في عام 1954 باسم «قاعة جديدة» "New Hall"، وخلافا للكثير من الكليات الأخرى، تم تأسيسها من دون متبرع ولم تحمل اسم المعاون. تغير هذا الوضع في عام 2008. بعد التبرع بمبلغ 30 مليون جنيه استرليني من قبل ألومنا روس إدواردز (المولودة في سميث) وزوجها ستيف إدواردز، تم تغيير اسم نيو هول إلى كلية موراي إدواردز، تكريما للمانحين والرئيس الأول السيدة روزماري موراي.

## معرض صور

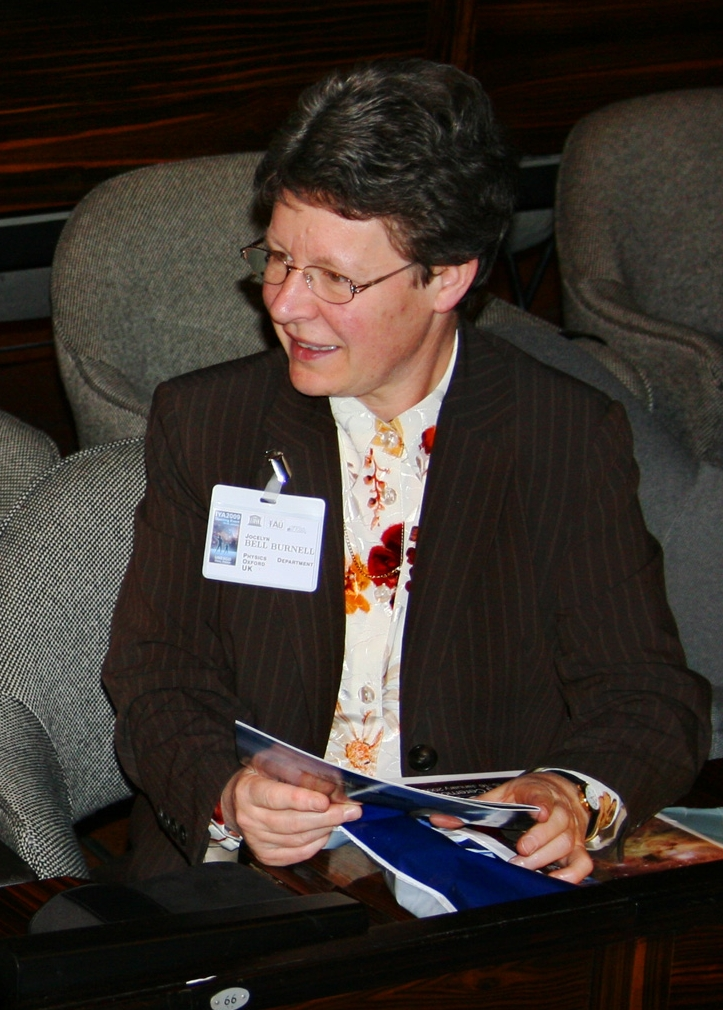
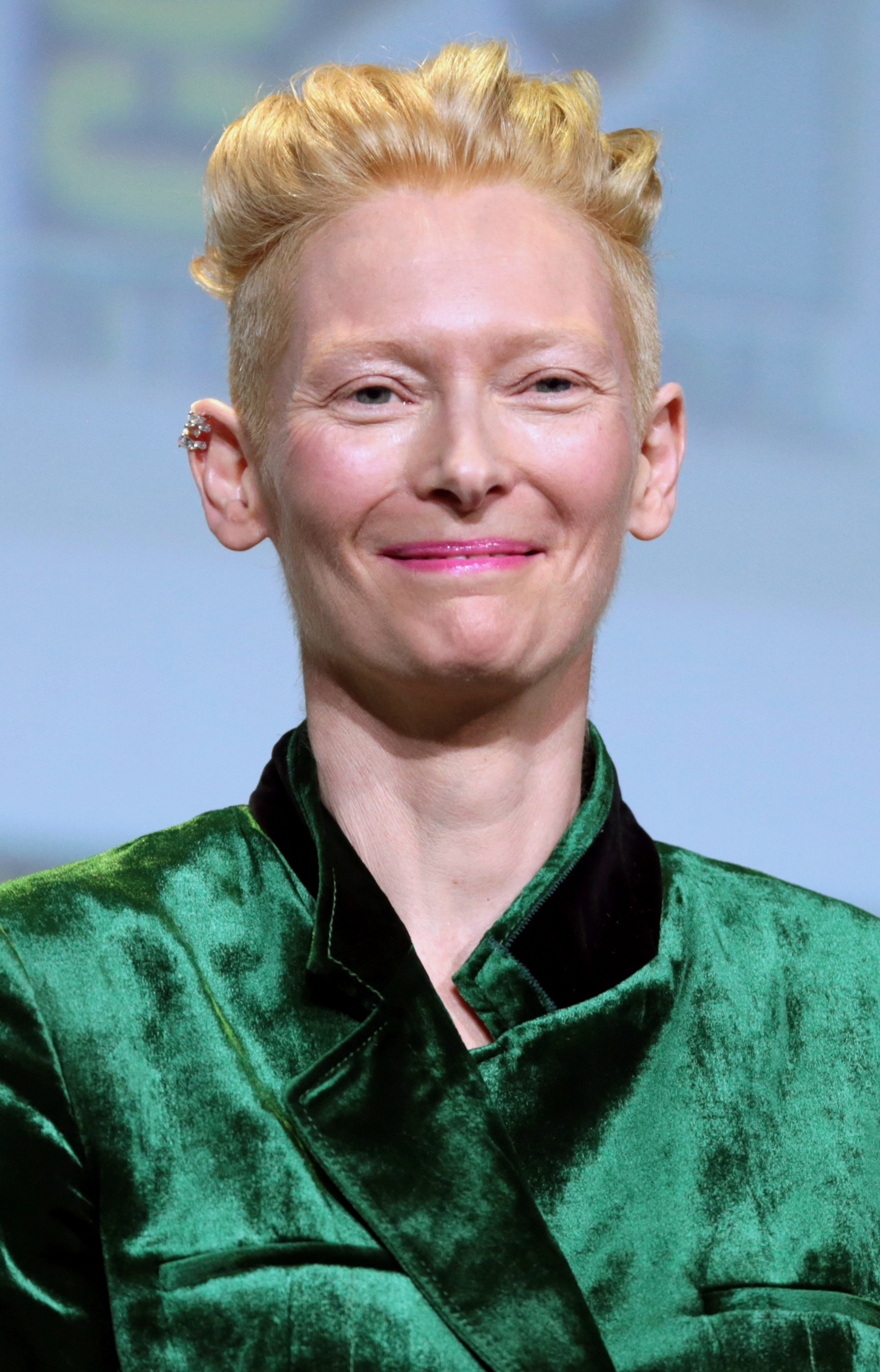
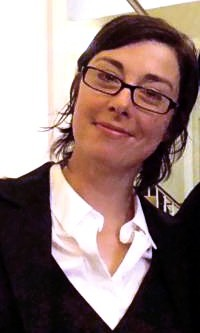
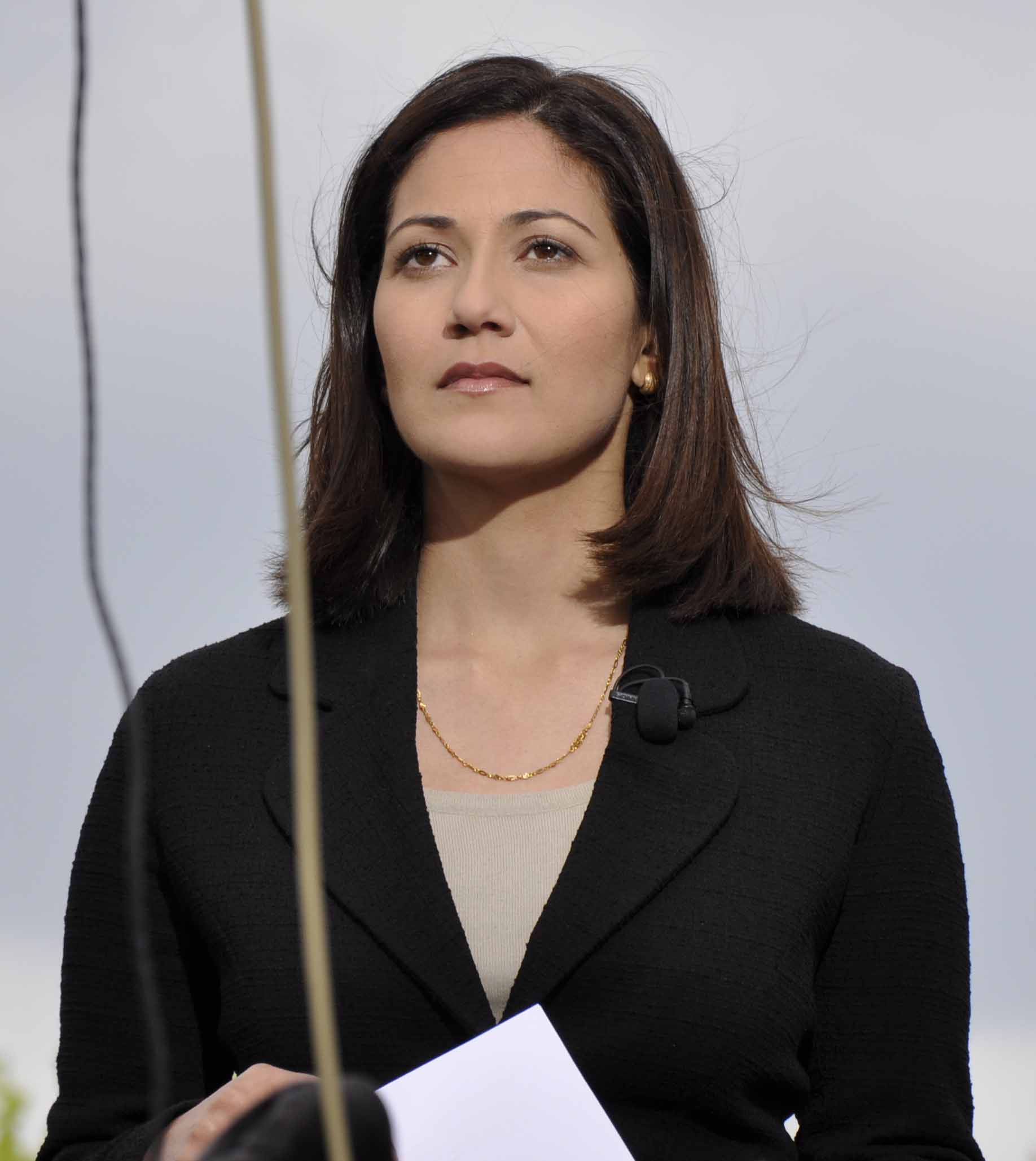

## روابط خارجية
- Official website

‌